# 34.788%...Complete
34.788%...Complete er et album af det britiske death/doom metal-band My Dying Bride, som blev udgivet i 1998 gennem Peaceville Records. Musikalsk havde albummet en mere elektronisk og eksperimenterende lyd end nogen af de forrige, eller indtil videre efterfølgende albums. Aaron Stainthorpe forklarede i et interview, at 34.788%...Complete blev den udgivelse, hvorpå de indspillede alle deres mest skøre ideer.
Den japanske version af albummet indeholdt sporet "Follower," som også var med på digipak udgaven, der blev genudgivet i 2003.    
Albummet var dedikeret til minde om Richard Jackson som var bassisten Adrian Jacksons far. 
Dette er det eneste My Dying Bride album med trommeslager Bill Law. Dette er også det første album uden keyboardspilleren Martin Powell, der blev et fuldtidsmedlem af Cradle of Filth, kort tid efter 34.788%...Complete blev udgivet. 
Albummets titel kom fra en drøm Calvin Robertshaw havde, hvor Gud havde givet menneskeheden en hvis mængde levetid på Jorden, og der nu var brugt 34.788% af den.

## Sporliste
1. "The Whore, the Cook and the Mother" – 12:00
2. "The Stance of Evander Sinque" – 5:31
3. "Der Uberlebende" – 7:39
4. "Heroin Chic" – 8:03
5. "Apocalypse Woman" – 7:38
6. "Base Level Erotica" – 9:55
7. "Under Your Wings and into Your Arms" – 5:57
8. "Follower" – 5:12 (Japansk bonusspor)